# قصر بيليفو (فرنسا)

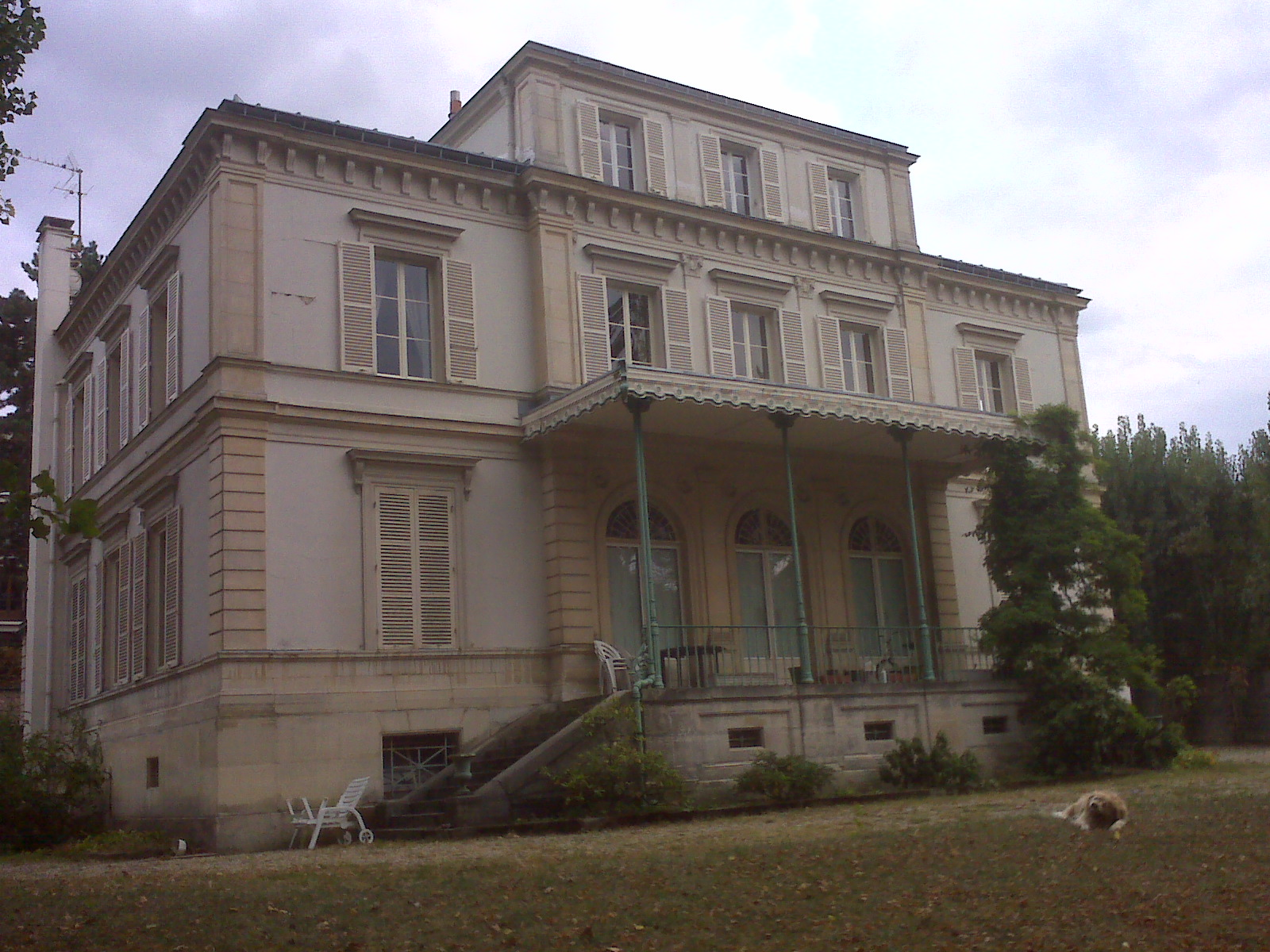

قصر بيليفو (بالفرنسية:Château de Bellevue) هو قصر صغير تم تشييده في عام 1750 لمدام دي بومبادور، وقد شيد على هضبة واسعة في ميدون ولكن تفكك القصر عام 1823 وتبقى من القصر بقايا صغيرة.